# بانكاج باتل
بانكاج باتل (بالإنجليزية: Pankaj Patel)‏ هو شخصية أعمال هندي، ولد في 1951.